# Eutelia biannulata
Eutelia biannulata är en fjärilsart som beskrevs av Emilio Berio 1957. Eutelia biannulata ingår i släktet Eutelia och familjen nattflyn. Inga underarter finns listade i Catalogue of Life.